# Polokwane (gmina)
Polokwane – gmina w Republice Południowej Afryki, w prowincji Limpopo, w dystrykcie Capricorn. Siedzibą administracyjną gminy jest Polokwane.